# Ministeri de Cultura i Orientació Islàmica
El Ministeri de Cultura i Orientació Islàmica (en persa: وزارت فرهنگ و ارشاد اسلامی, Vezârat-e Farhang va Ershâd-e Eslâmi) ("Ministeri de CIG") és el Ministeri de Cultura de la República Islàmica de l'Iran. És responsable de gestionar l'accés als mitjans que, segons el govern iranià o el ministeri, vulnerin l'ètica iraniana o promoguin valors aliens a la cultura iraniana. Això pot incloure la censura d'Internet. També gestiona l'alineació de la religió i la llei del país. Es va formar combinant el Ministeri de Cultura i Art, i el Ministeri d'Informació i Turisme. La fusió de ministeris redueix el nombre de llocs de treball, ja que també disminueix el nombre de ministeris ocupables.